# Pternandra tuberculata
Pternandra tuberculata är en tvåhjärtbladig växtart som först beskrevs av Pieter Willem Korthals, och fick sitt nu gällande namn av Madhavan Parameswarau Nayar. Pternandra tuberculata ingår i släktet Pternandra och familjen Melastomataceae. Inga underarter finns listade i Catalogue of Life.